# ピアース・アロー
ピアース・アロー（英語: Pierce-Arrow）は、1901年から1938年までニューヨーク州バッファローを本拠に活動していたアメリカの自動車メーカーである。特に高価な高級車で知られるが、商用トラック、消防車、ボート、キャンプトレーラー、オートバイ、自転車なども製造していた。

## 会社の起源
ピアース・アローの前身にあたる企業は、1865年にハインツ、ピアース・アンド・ムンシャウアーとして設立された。同社は家庭用品、特に繊細な金箔飾の鳥かごで最もよく知られていた。1872年、ジョージ・ノーマン・ピアース（1846年-1910年）が他の2人の共同経営者から会社を買い取り、社名をジョージ・N・ピアース・カンパニーに改称、1896年には製品ラインに自転車を加えた。1900年にはオーバーマン社のライセンスをもとに蒸気自動車の製造を試みて失敗したが、1901年には初の単気筒エンジンを搭載し、ミッションは2速で後退なしのモトレットを製造し、1903年には2気筒自動車のアローを製造した。

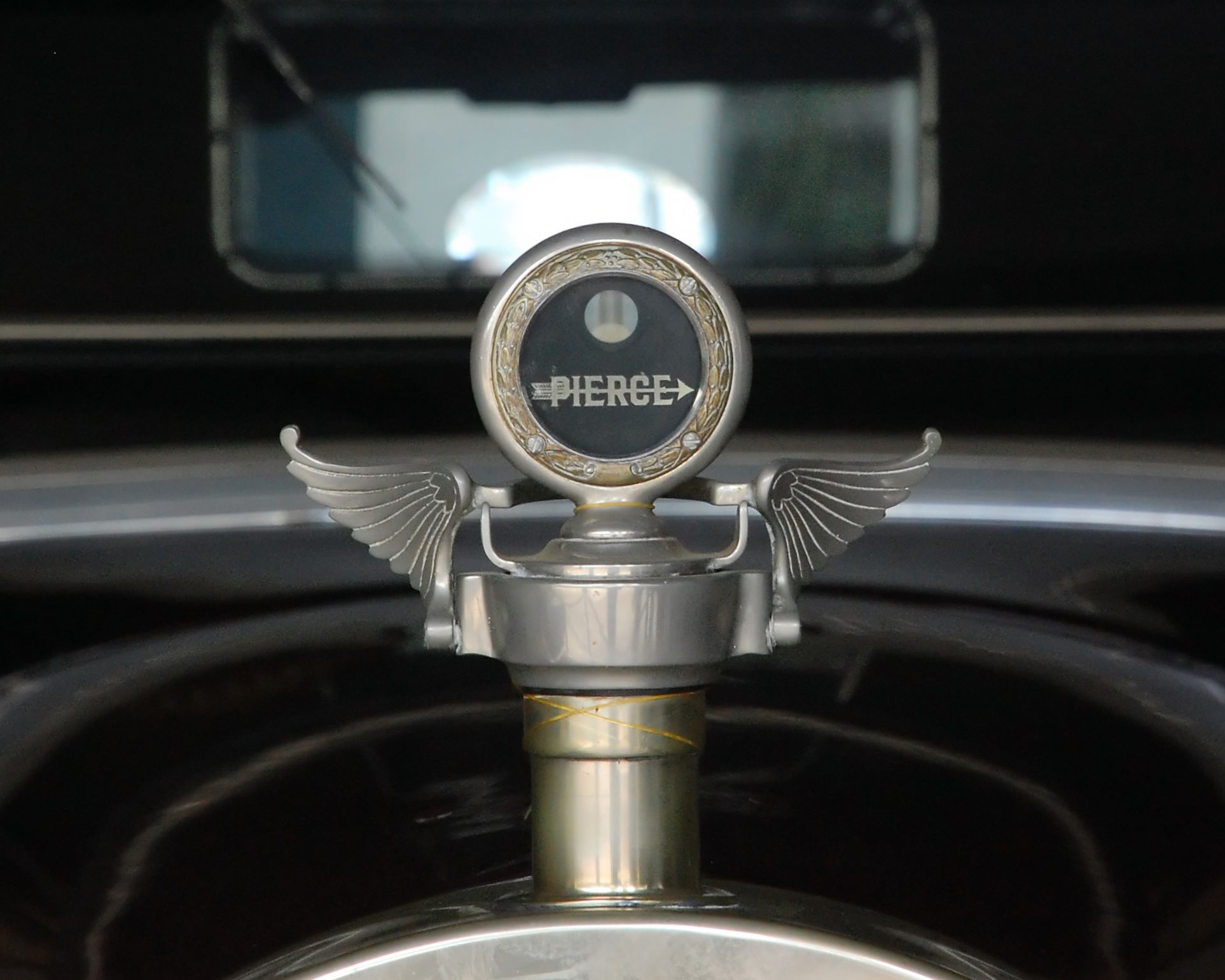
1919年ロードスターのフードオーナメント

1904年、ピアース社は高級車市場をターゲットに、より大型で豪華な車、グレートアローの製造に専念すことを決断。ピアース社で最も成功した商品となった。1905年には、最も信頼性の高い車を決める耐久レースであるグリッデン・ツアーでは、ニューヨークからニューハンプシャー州ブレトン・ウッズまでの350マイルのレースに33台が参加し、頑丈な4気筒車グレート・アローに乗ったパーシー・ピアースが優勝した。1906年頃、著名な工業建築家アルバート・カーンがエルムウッド通りとグレートアロー通りにピアース・アロー工場群を設計し、それは1974年にアメリカ合衆国国家歴史登録財に加えられた。 ジョージ・ピアースは1907年に会社の全権利を売却し、その3年後に没した。1908年、ピアース・モーター・カンパニーはピアース・アロー・モーターカー・カンパニーに改称された。

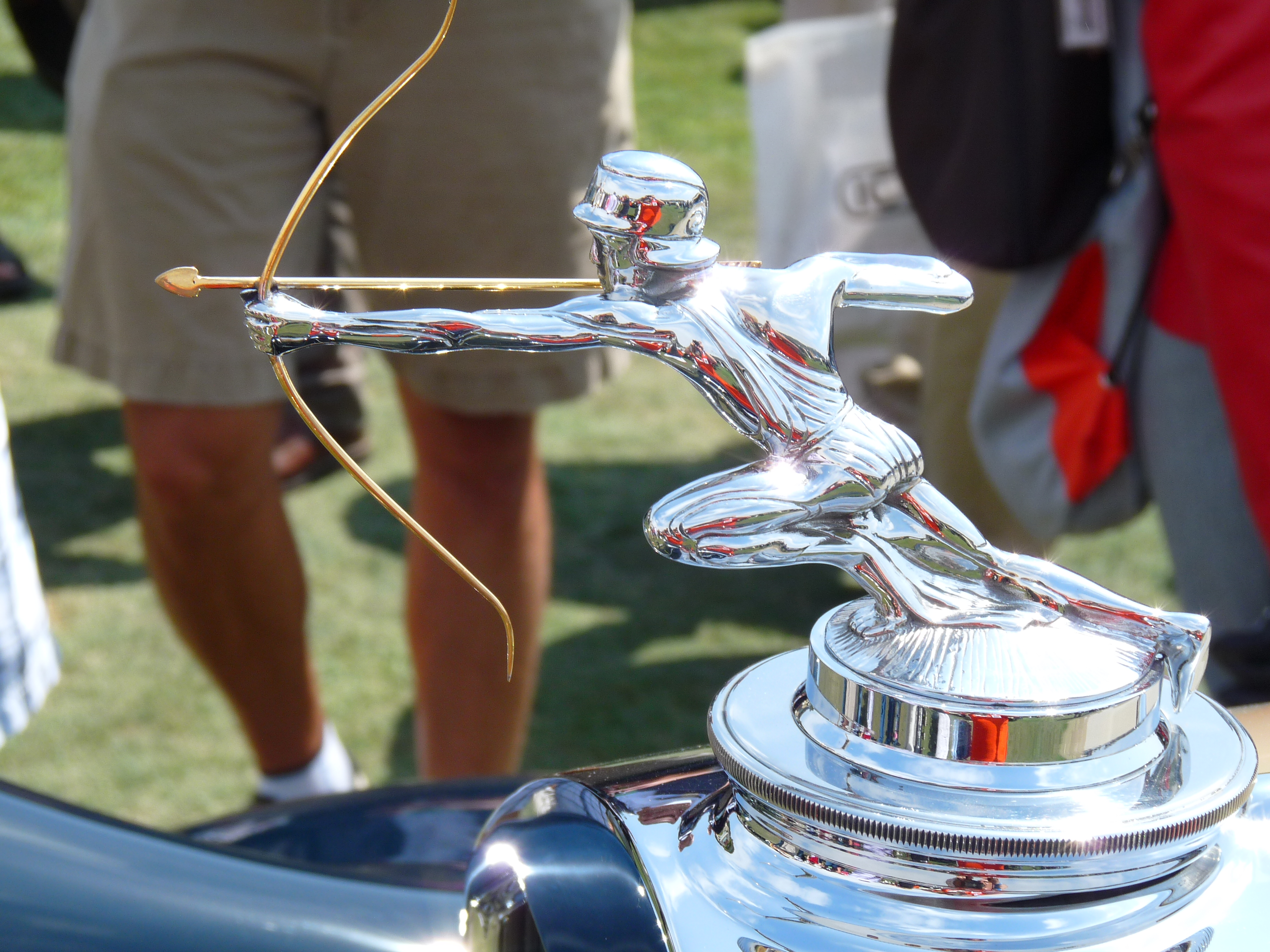
1930年モデルBのフードオーナメント

1909年、ウィリアム・ハワード・タフトアメリカ合衆国大統領は、ホワイトハウス初の公用車として、国賓用にピアース・アロー2台（そして2台のホワイト・モデルMツアラー）を発注した。
ピアース・アローのエンジンの排気量は453立方インチ（7.4リッター）から始まり、11.7リッター（714.0立方インチ）、後に13.5リッター（823.8立方インチ）まで拡大され、当時、世界の市販車に搭載されていたオットーサイクルの内燃機関の中で、圧倒的に巨大な物だった。 1910年、ピアースは他の4気筒モデルを廃止、1929年まで6気筒車に専念した。モデル6-36、6-48、6-66の生産はその後10年間続いた。1918年からピアース・アロー社は、1気筒あたり4バルブのTヘッド直列6気筒エンジン（デュアル・バルブ・シックス）と1気筒あたり3本のスパークプラグを採用したが、これは数少ない、あるいは唯一のマルチバルブのサイドバルブエンジンのひとつである。同社は1929年のモデル126まで8気筒エンジンを導入せず、1931年にV型12気筒エンジンが採用され、1938年に会社が閉鎖されるまで用いられた。1910年、ジョージ・ピアースが没し、1912年には後にブロードウェイの俳優・演出家になったハーバート・M・ドーリーがピアース・アローに入社し、1938年までほぼすべてのモデルを設計した。 1914年まで、ピアース・アローはピアース・フォーなどのオートバイも製造していた。

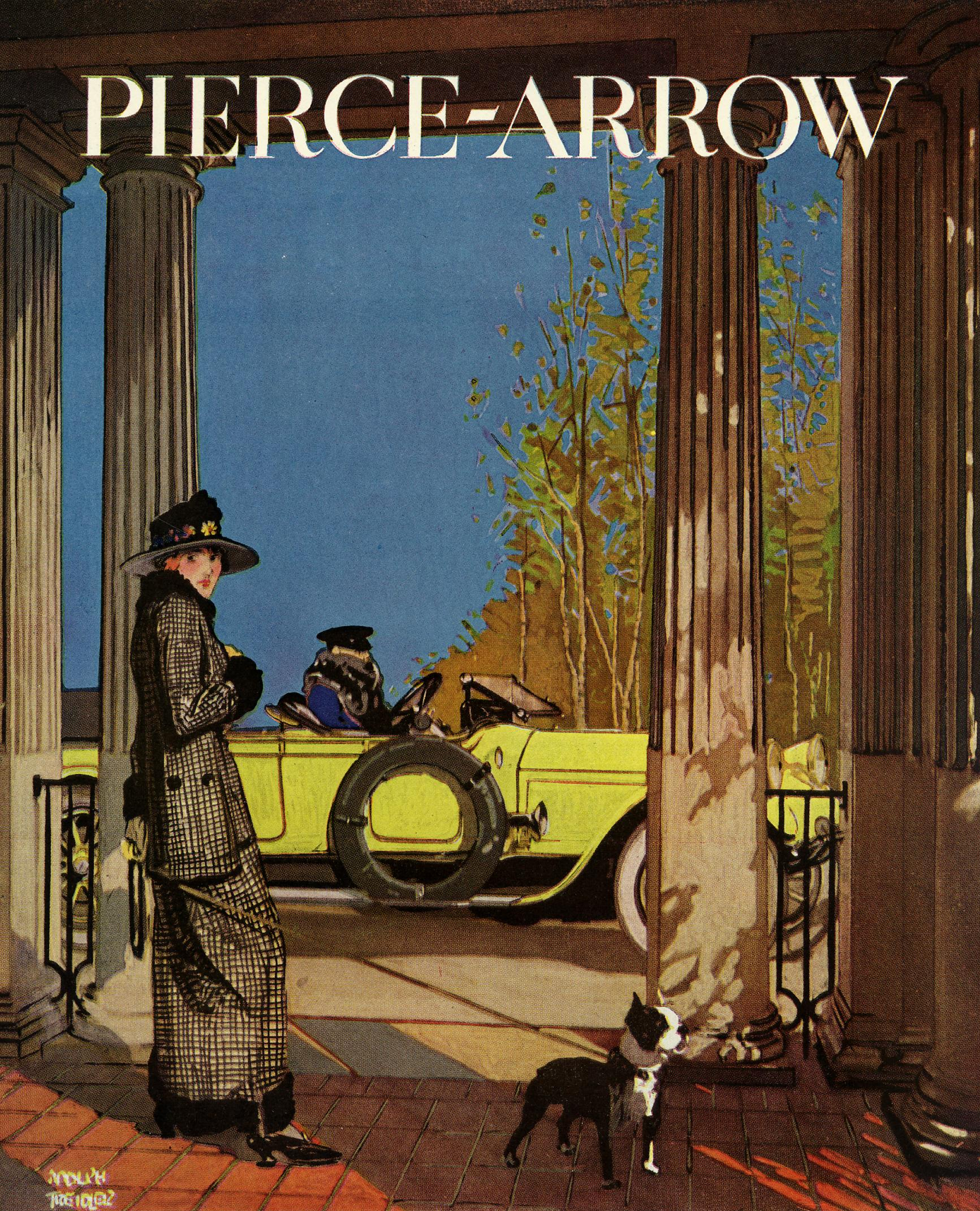
1919年のピアース・アローの広告。広告はいずれも上品で芸術的であり、車の詳細に関してはあえて取り上げられない。

1914年、ピアース・アロー社は最も永続的になったスタイリングを採用した。ヘッドライトの配置を伝統的なラジエーターの側面から、フロントフェンダーに成形されたフレア状のハウジングに変更したのである。これによって、正面と側面どちらから見てもピアース車であることが一目瞭然になり、夜間ヘッドライトを灯せば車はよりワイドに見えた。ピアース社はこの配置の特許を取得し、1938年の最終モデルまで採用している。なおピアース社は従来型配置のヘッドライトもオプションとして提供していたが、この装備を注文した顧客は少数派であった。
ステータスシンボルだったピアース・アローは、多くのハリウッドスターや大物が所有していた。中でも特に好まれたのがピアース・アロー・タウンカーである。世界の王族のほとんどは少なくとも1台のピアース・アローを所有していたという。ピアースに加え、アメリカ高級車のライバル関係にあったピアレスとパッカードの2社を指して、「自動車業界における3つのP」と表現する者もいる。『一ダースなら安くなる あるマネジメントパイオニアの生涯』の著者の父であり、産業効率化の専門家であるフランク・バンカー・ギルブレス・シニアは、ピアース・アローの品質と、彼の大家族を安全に運ぶ能力の両方を高く評価した。彼の車のホイールベースは12フィート3インチ（3.73m）に達した。1919年には4速マニュアルトランスミッションが早くも採用されていた。『戦場にかける橋』で知られる俳優の早川雪洲は、特注した金メッキのピアース・アローに乗っていた。ウッドロウ・ウィルソン大統領図書館には修復済みの1919年型ピアース・アローが展示されている。1921年、オープンボディのピアース・アローは、ウッドロウ・ウィルソンとウォレン・ハーディングをハーディングの就任式の会場に運び、1台は1950年の映画『一ダースなら安くなる』に目立つ形で登場した。
ピアース・アローの広告は芸術的かつ上品であった。自動車の広告としては珍しく、商品の車そのものは広告の前面ではなく背景に置き、通常はその一部しか見せなかった。エレガントでファッショナブルな場面設定のみならず、アメリカ西部や田舎など、普通の車では行けないような場所を舞台にした広告も用意し、車の丈夫さと品質の高さを物語っていた。
ピアース車のほとんどのモデルは巨大であるため、多くのピアース・アローの中古車が消防本部に買い取られ、シャシーとエンジンを解体し、ホイールベースを延長して消防車に改装された。その中には20年も活躍した物もあった。

## 車種の一覧
ピアース車は、少なくとも39種類の車種が定義されている。
- ピアース・シルバーアロー
- ピアース・アロー 1240A
- ピアース・アロー 1245
- ピアース・アロー 1248A
- ピアース・アロー 1255
- ピアース・アロー 1601
- ピアース・アロー 1602
- ピアース・アロー 1603
- ピアース・アロー 1701
- ピアース・アロー 1702
- ピアース・アロー 1703
- ピアース・アロー 1801
- ピアース・アロー 1802
- ピアース・アロー 1803
- ピアース・アロー 836A
- ピアース・アロー 840A
- ピアース・アロー 845
- ピアース・アロー・モデル1236
- ピアース・アロー・モデル1242
- ピアース・アロー・モデル1247
- ピアース・アロー・モデル133
- ピアース・アロー・モデル143
- ピアース・アロー・モデル31
- ピアース・アロー・モデル32
- ピアース・アロー・モデル33
- ピアース・アロー・モデル36
- ピアース・アロー・モデル41
- ピアース・アロー・モデル42
- ピアース・アロー・モデル43
- ピアース・アロー・モデル51
- ピアース・アロー・モデル52
- ピアース・アロー・モデル53
- ピアース・アロー・モデル54
- ピアース・アロー・モデル80
- ピアース・アロー・モデル81
- ピアース・アロー・モデル836
- ピアース・アロー・モデルA
- ピアース・アロー・モデルB
- ピアース・アロー・モデルC

## 1928年 - 1933年
1928年、インディアナ州サウスベンドのスチュードベーカー社がバッファローの自動車会社を傘下に収めた。この提携の期限は5年間となっており、別会社として機能し続けた両社の技術部門には適度なメリットがもたらされた。また、ピアース・アローは、スチュードベーカー社のディーラーを通じて販売されるようになり、ディーラー網も獲得した。スチュードベーカー傘下となったピアース・アローは由緒ある6気筒エンジンを引退させ、1929年には366 cu in (6.0リッター)のLヘッド直列8気筒エンジンを導入した。

## 1933年シルバーアローと終焉
1933年、ピアース・アロー社は、富裕層にアピールするための最後の試みとして、斬新な流線型のシルバーアローをニューヨーク自動車ショーで発表した。この車は、「突然1940年がやってきた！」というキャッチコピーを掲げて発表され、一般大衆や自動車専門誌から好評を博した。ピアース社は5台を売り上げたが、世界恐慌の最悪の時期に1万ドル（現在の199,923ドルに相当）という価格であった事から、富裕層といえど高額の出費を躊躇した。ボディはスチュードベーカーで製造され、その後、低価格帯車種の展開を支援したが、ショーカーのような多くの豪華な装備を欠いており、それでも十分な売上を生み出す事ができなかった。
1936年、ピアース・アロー社はキャンピングトレーラー「ピアース・アロー・トラベルロッジ」を発売した。また、V12セダンのデザインを一新し、当時最も安全で豪華なセダンと言われた。
リオ・グランデ・サザン鉄道は、5台のピアース・アローと2台のビュイックを、単端式気動車に変換し、自動車が事実上の鉄道車両になった。 これらの車両はじきにギャロッピンググースというニックネームで呼ばれるようになった。 これらの改造個体のほとんどは現存している。
ピアースは、パッカード・120のようなキャッシュ・フローを確保するための低価格車種がない唯一の高級車ブランドであり、販売や開発に要する資金の目途が立たないまま、1938年に債務超過を宣言して閉鎖された。最後に組み立てられたピアース・アローは、同社のチーフエンジニアであったカール・ワイズが、同社の管財人から確保した部品を使って製作したものである。1938年10月に製造された40台のアローを含むピアース社の残りの資産は、1938年5月13日の金曜日に競売によって売却された。
ピアース・アローのV型12気筒エンジンを製造していた工場設備をシーグレーブ・ファイア・アパラタス社が購入し、消防車の製造に用いた。

## 近年におけるブランド名の使用
2006年、スイスのクラシックカー愛好家のグループが、ルイジ・コラーニが設計した10リッター、24気筒の車にこのブランド名を用いた。 閉鎖された彼らのウェブサイトによれば、同社はピアース・アローの車をピアース・シルバーアローIIの形で復活させる考えだった。
2019年8月12日、アメリカの商標審判部は、無関係の第三者が「ピアース・アロー」の名を新たな自動車生産を目的に商標登録する事はできないとする判決を下した。この判決によって、団体標章の保護に関する新たな判例が確立された。

## 広告
|  |  |

## ギャラリー

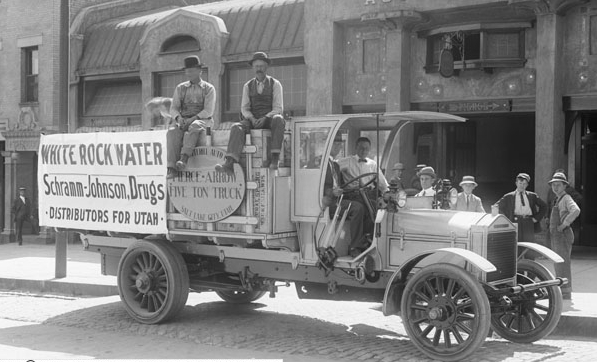
1911年 ピアース・アロー・5トントラック
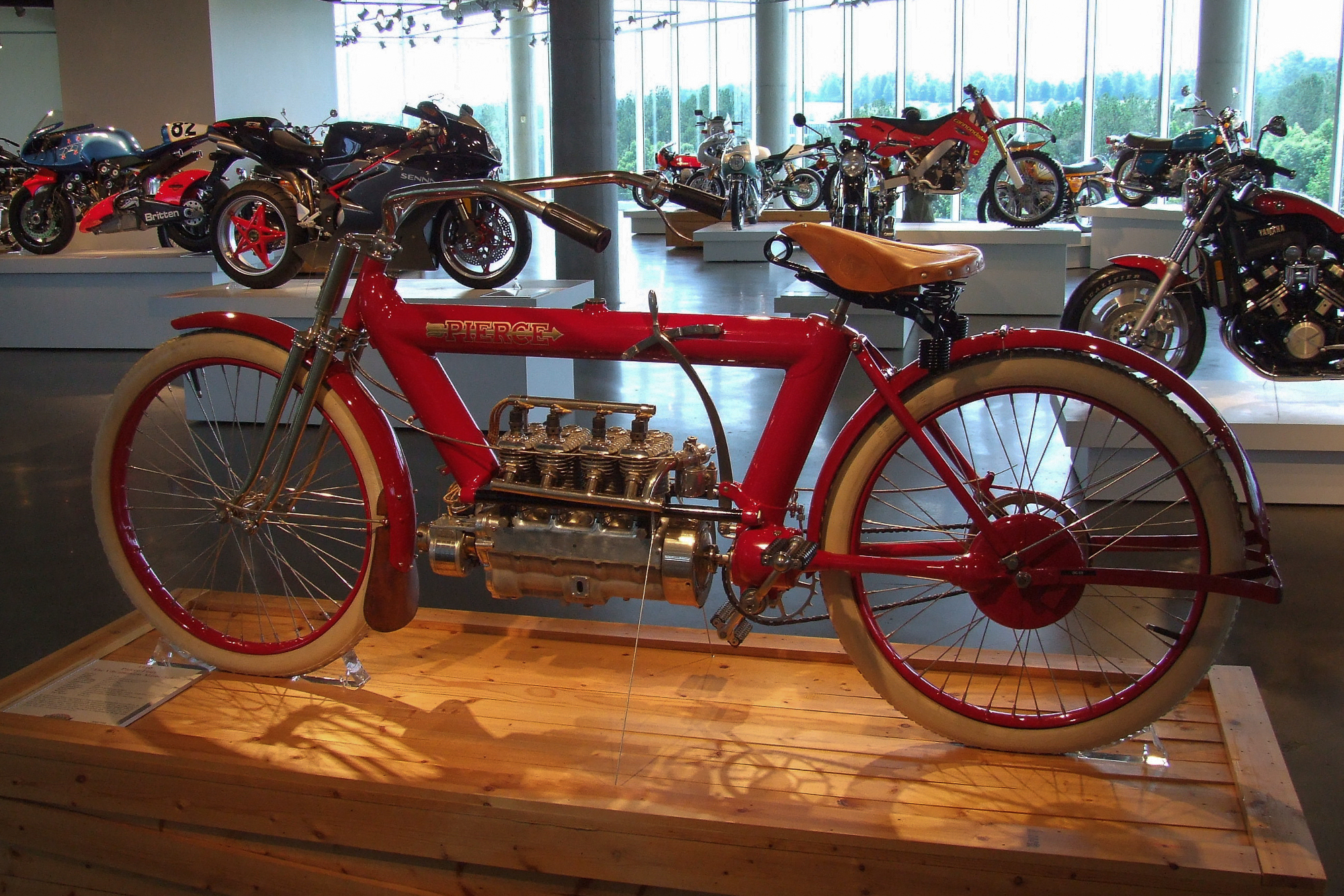
1911年 ピアース・フォー（英語版） モーターサイクル
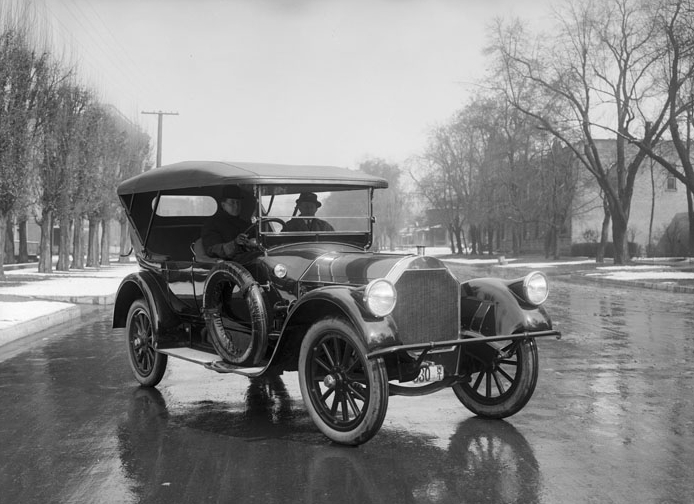
1915年 ツーリングカー, ソルトレイクシティ
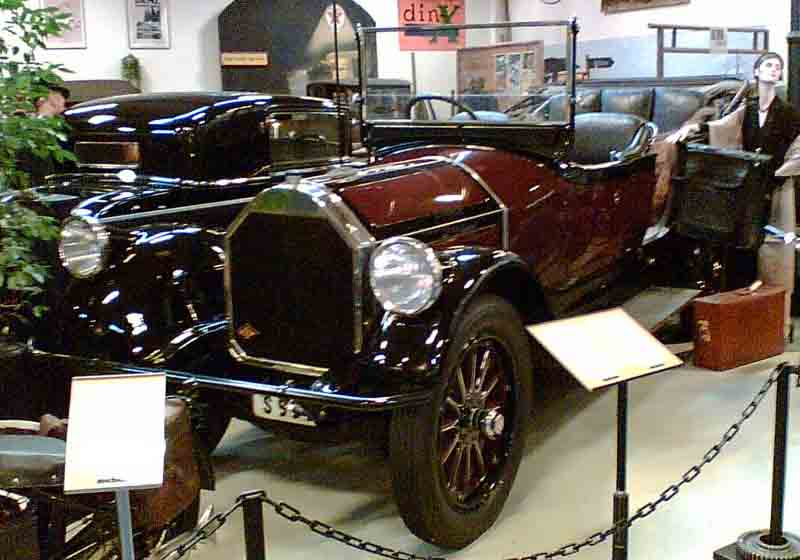
1919年 ピアース・アロー・モデル48-B-5 7-パッセンジャー・ツーリング
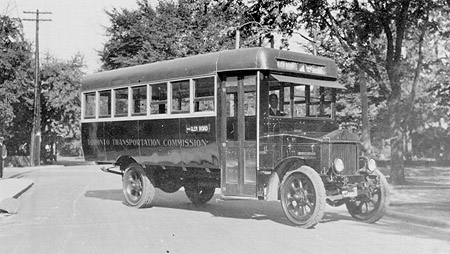
ピアース・アロー・バス (トロント交通局 カナダ)
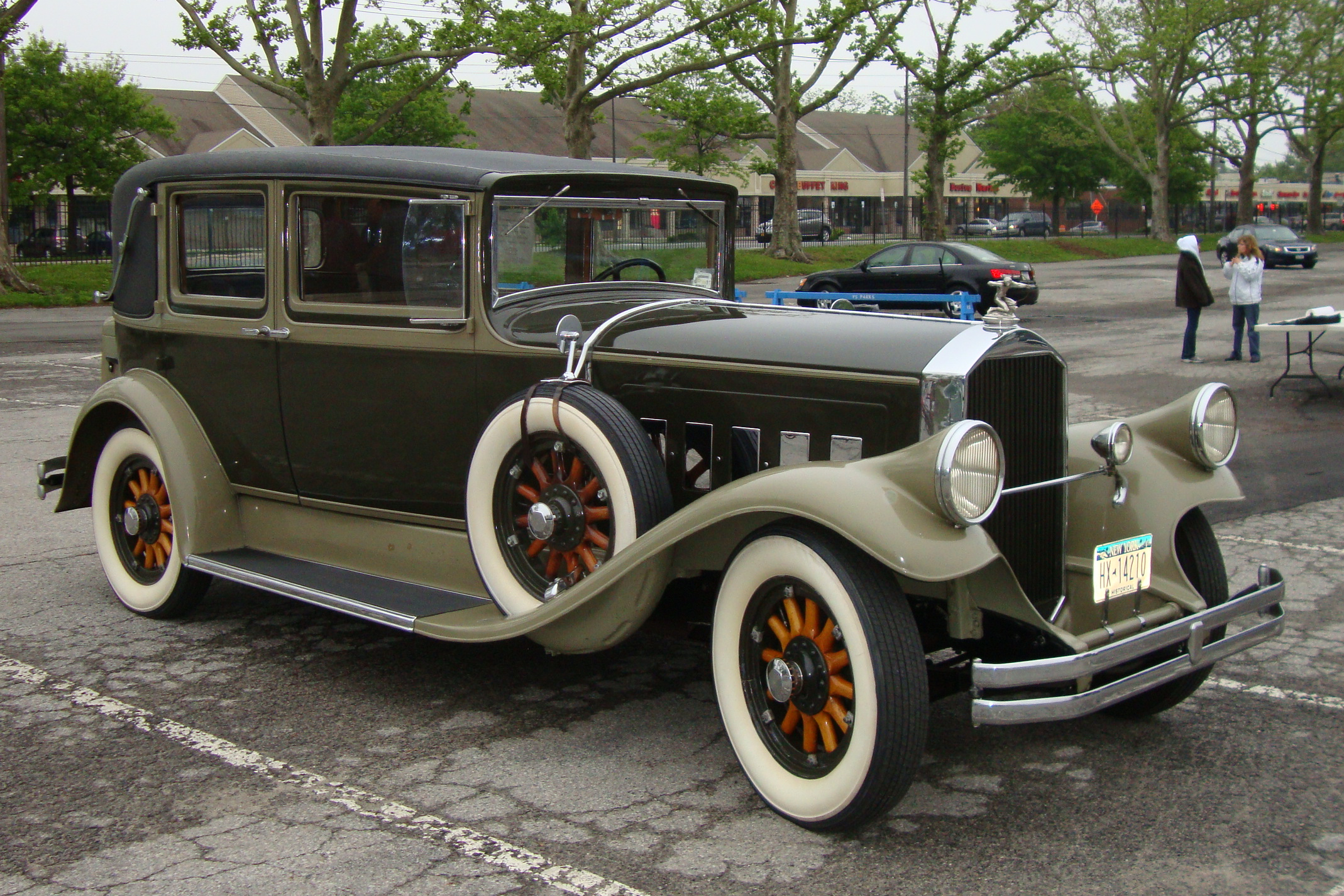
1929年 ピアース・アロー
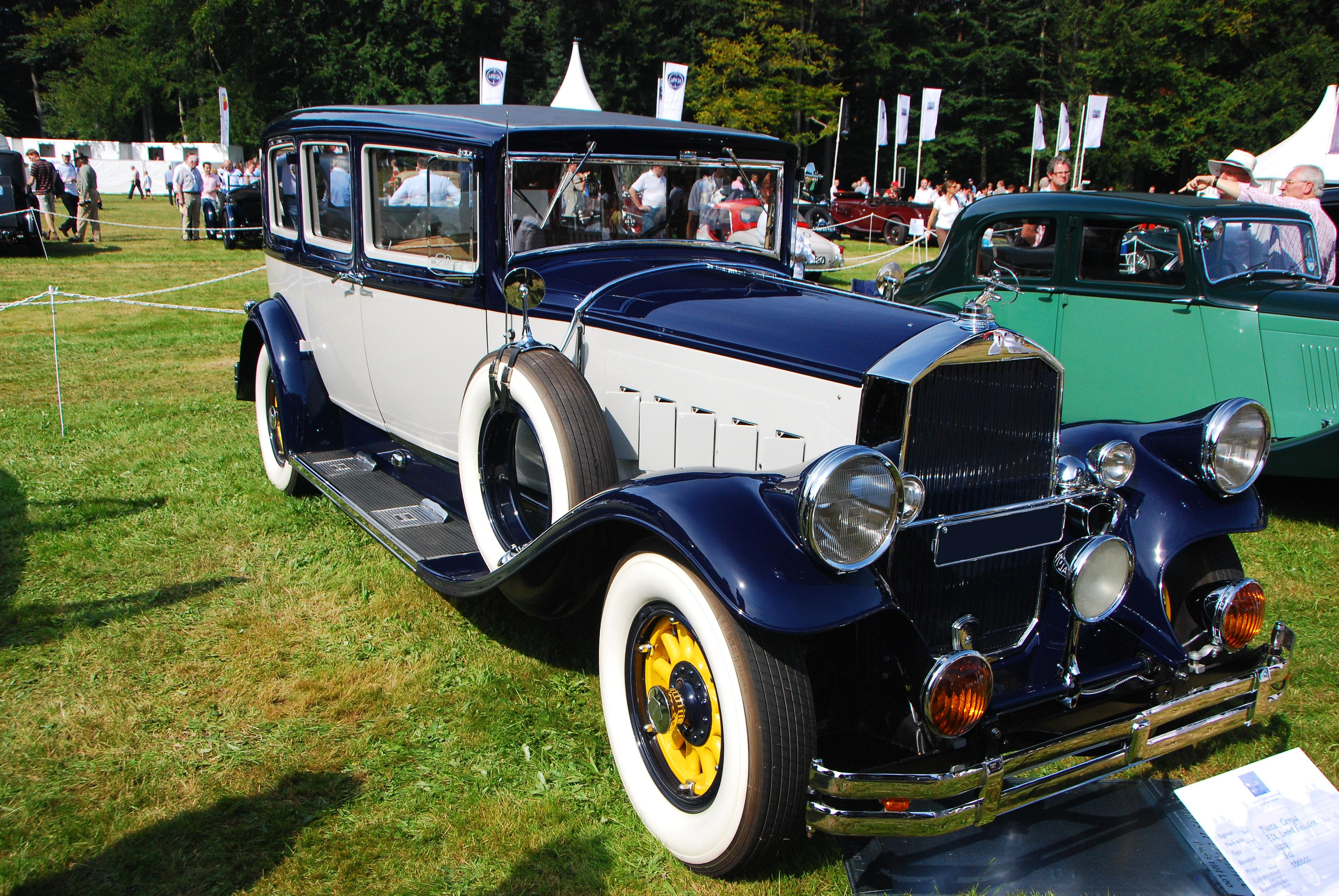
1929年 ピアース・アロー
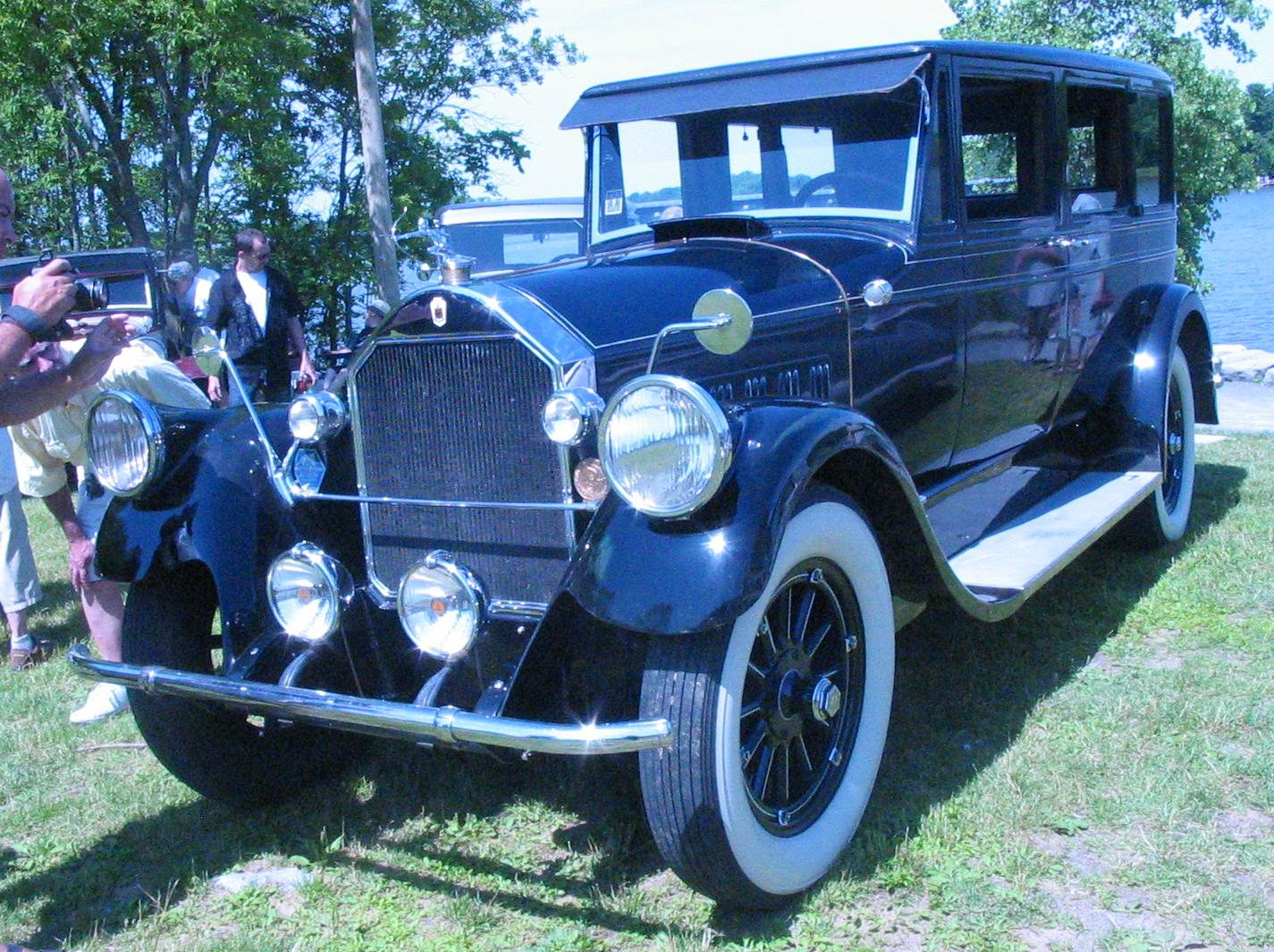
ピアース・アロー
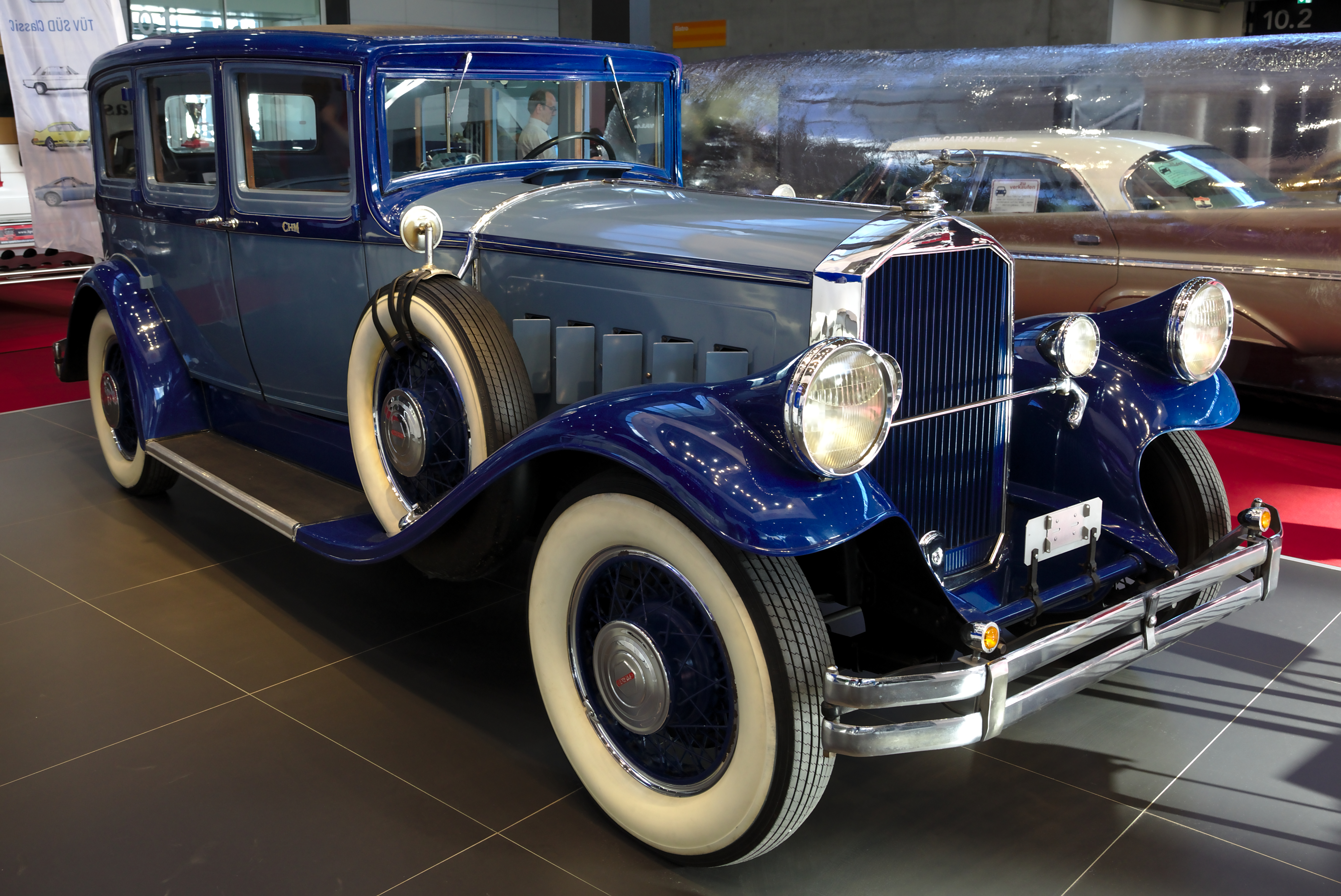
1930年 ピアース・アロー・モデルB
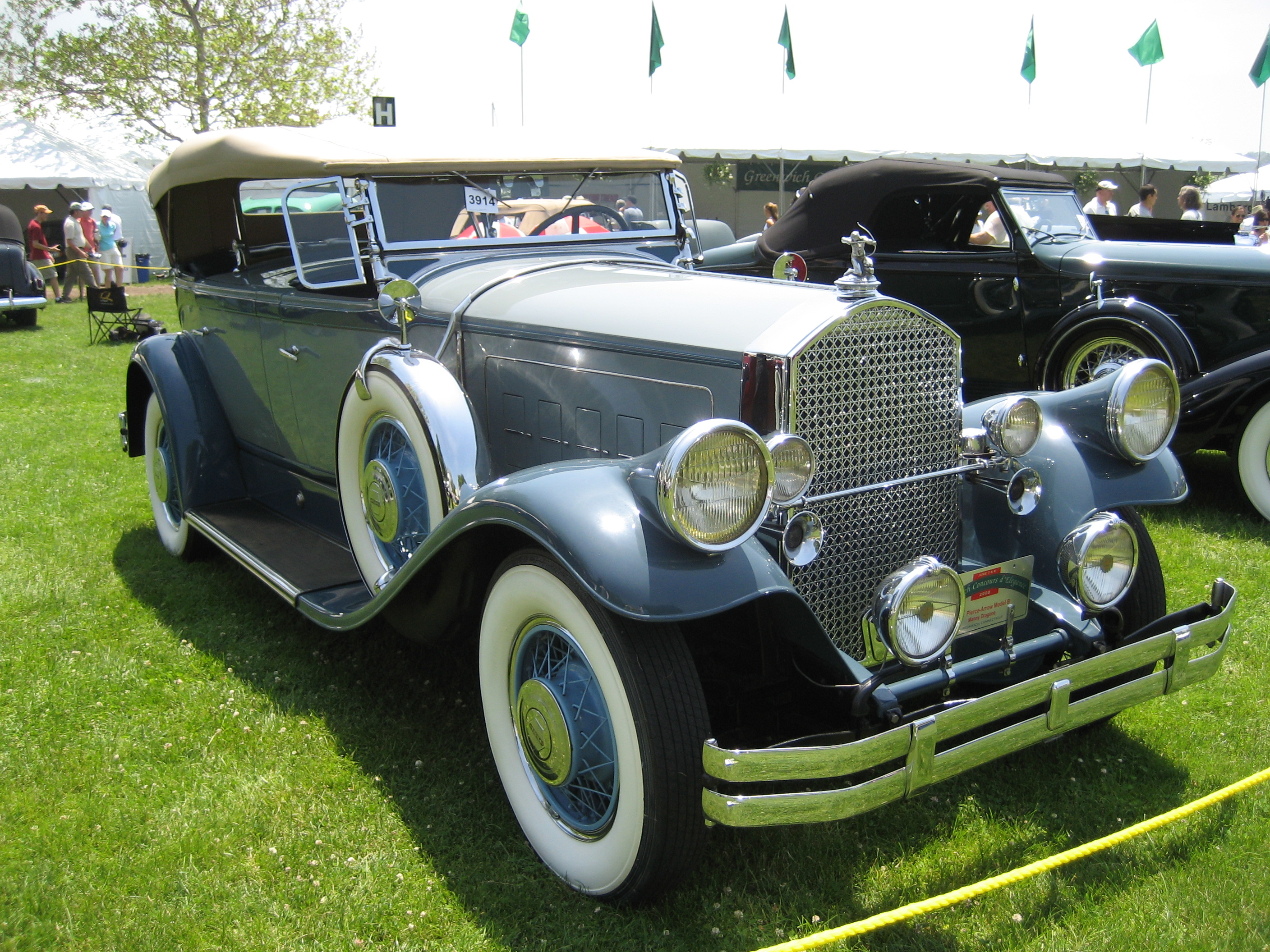
1930年 ピアース・アロー・モデルB デュアル＝カウル フェートン
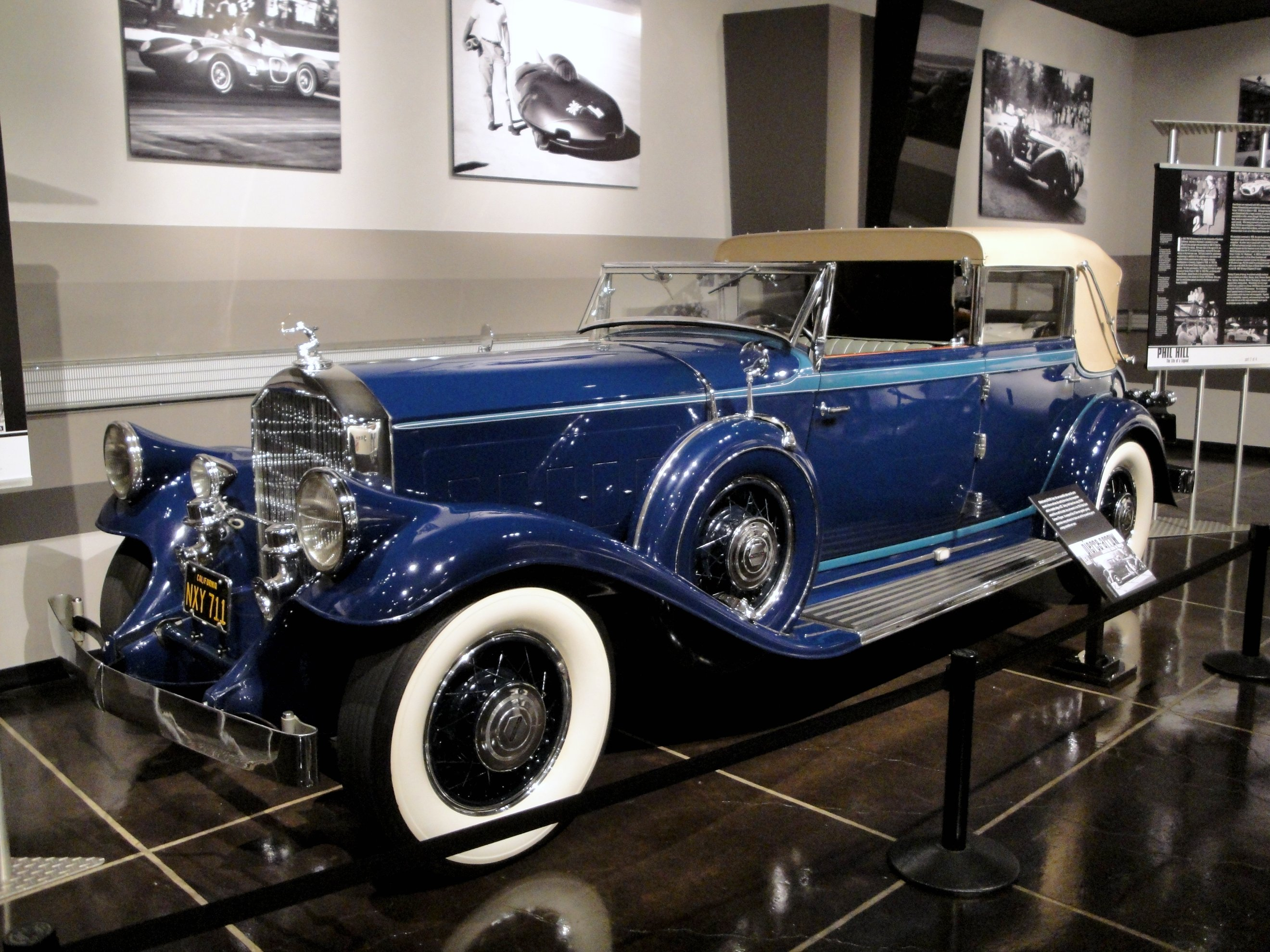
1931年 ピアース・アロー・バイ・ルバロン
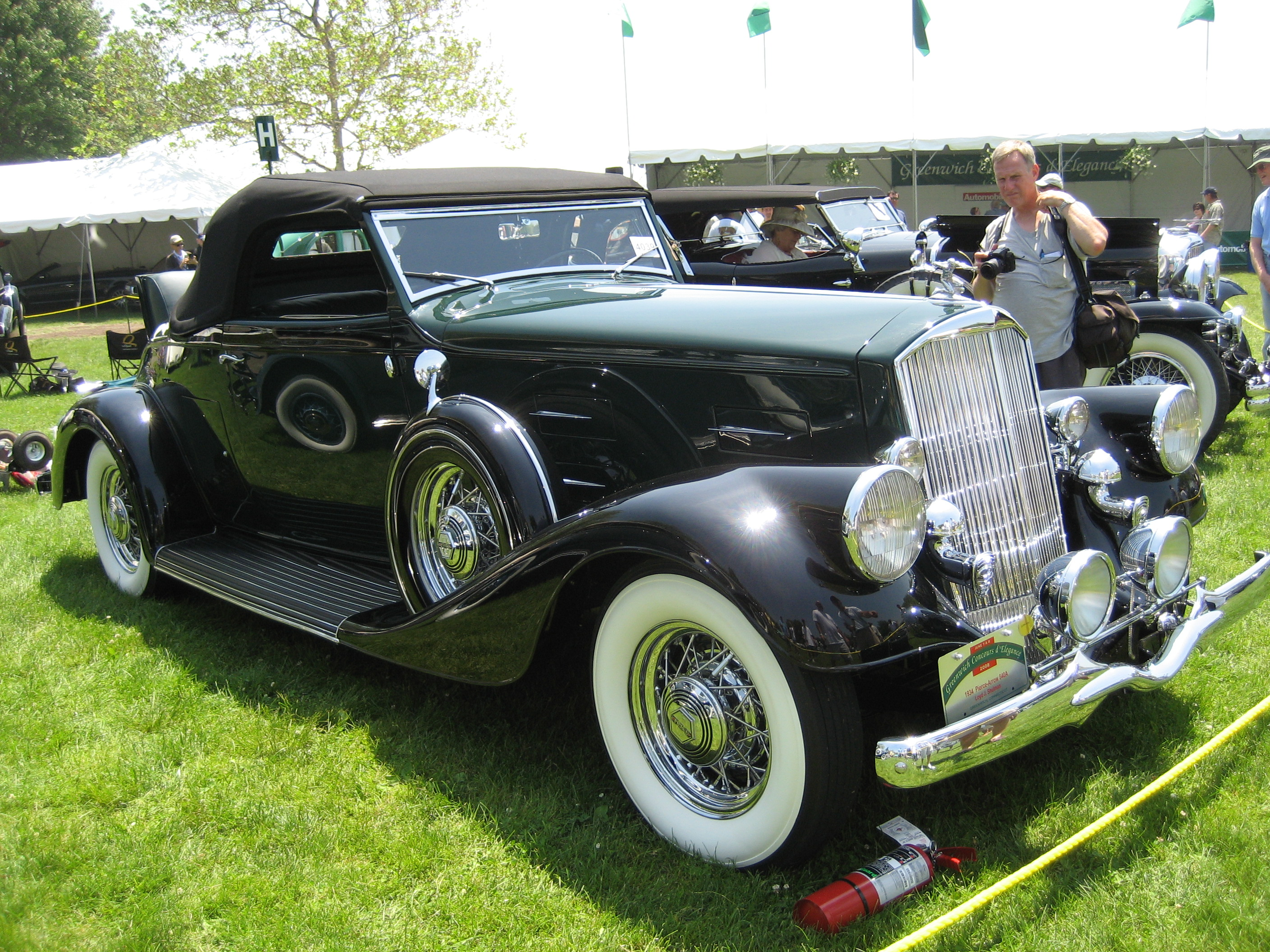
1934年 ピアース・アロー 840A コンバーチブル
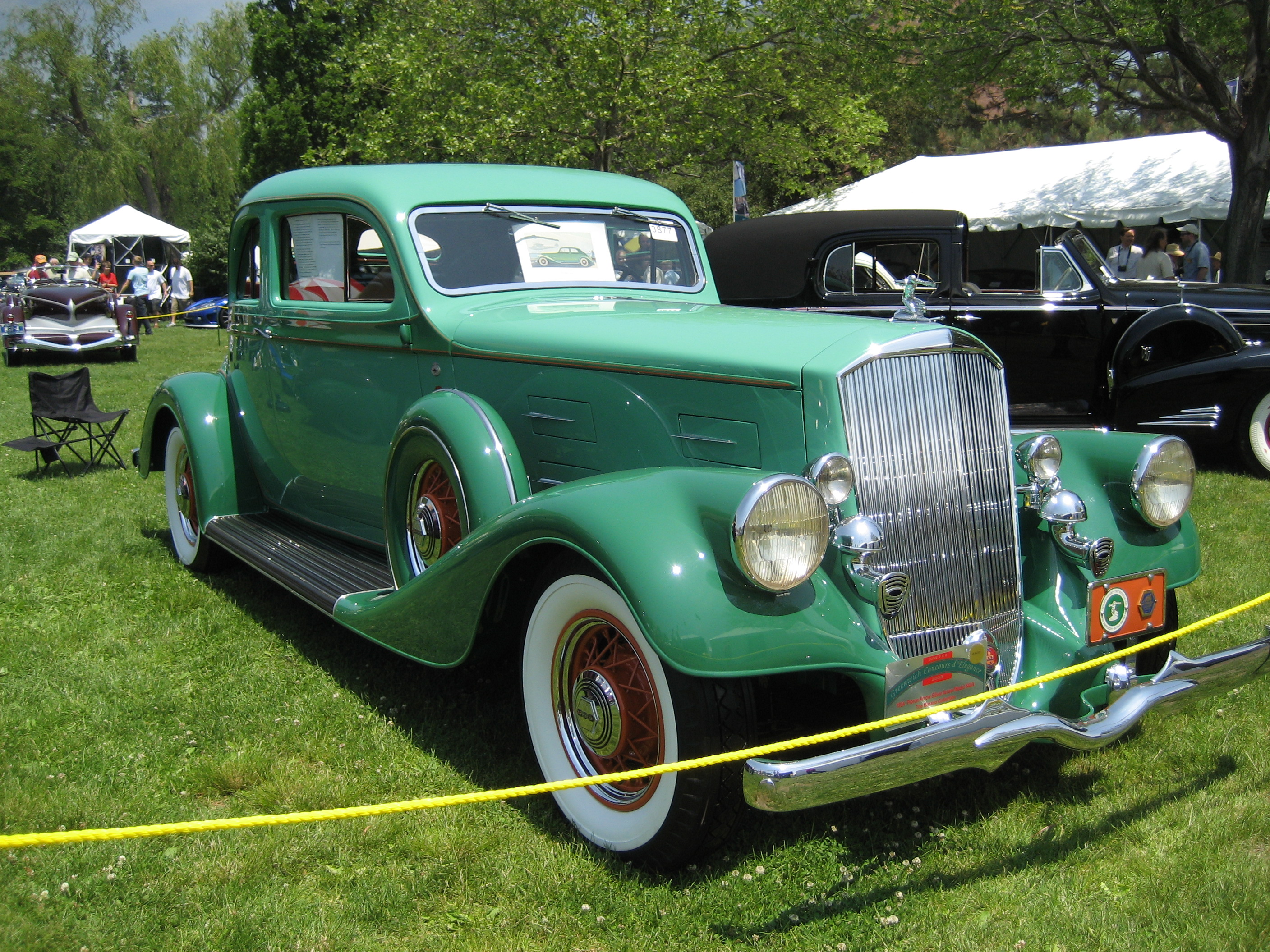
1934年 ピアース・アロー 840A クーペ
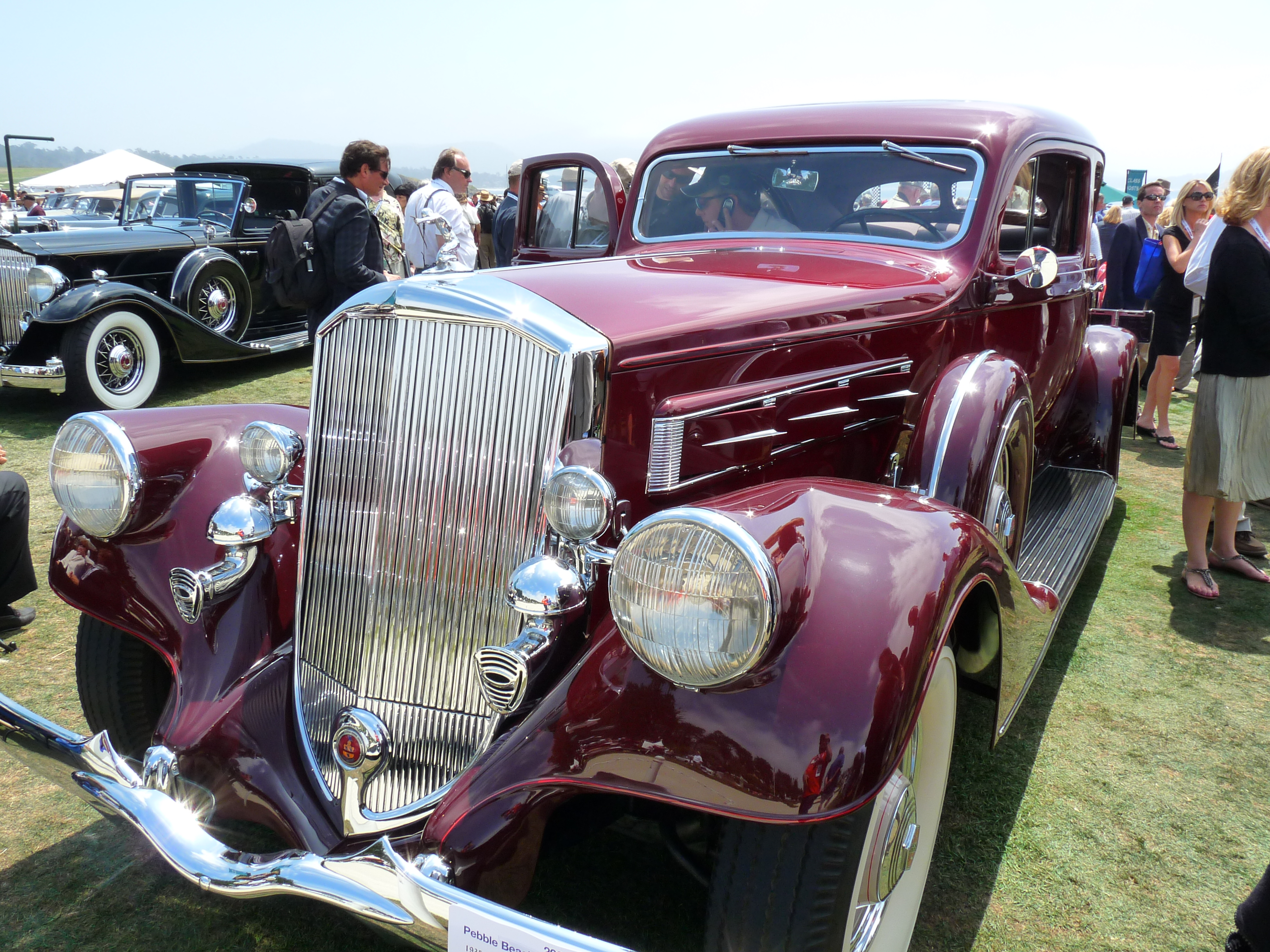
1935年 ピアース・アロー 845 V12 シルバーアロー・クーペ